# Erste Schlacht von Villmergen
Belagerung von Rapperswil – Villmergen I
Die Erste Schlacht von Villmergen war die Entscheidungsschlacht des Ersten Villmergerkriegs zwischen den reformierten und katholischen Orten der Schweizer Eidgenossenschaft. Sie fand am 24. Januar 1656 um das Dorf Villmergen in den Freien Ämtern (heute Kanton Aargau) statt. Die Schlacht endete trotz numerischer Unterlegenheit mit dem Sieg der Katholiken, womit die seit dem Zweiten Kappeler Landfrieden von 1531 bestehenden Machtverhältnisse bestehen blieben.

## Vorgeschichte
Das Scheitern des Bundesprojektes von 1655, einer Reform der Strukturen der Eidgenossenschaft, führte zu erheblichen Spannungen zwischen den reformierten und den katholischen Orten. Als in Arth mehrere Neugläubige hingerichtet wurden, nutzte Zürich dies als Vorwand, um Schwyz am 6. Januar 1656 den Krieg zu erklären. Die Zürcher belagerten erfolglos die Stadt Rapperswil und banden so ihre Kräfte.
Von Westen her rückten Berner Truppen an, um die Freien Ämter zu besetzen – einen schmalen katholischen Gebietsstreifen zwischen den Territorien der zwei mächtigsten reformierten Orte. Später wollten sie weiter nach Osten ziehen und die Zürcher unterstützen. Am 20. Januar erreichten sie Lenzburg, wo sie eine umfassende Musterung vornahmen. Am darauf folgenden Tag rückten sie auf das Langelenfeld bei Dintikon vor und besetzten die Dörfer Dottikon und Hägglingen, die geplündert und zum grossen Teil niedergebrannt wurden.
Die katholischen Truppen standen unter der Führung Luzerns, hinzu kamen Kontingente aus Zug. Sie versammelten sich in Muri und vereinigten sich in Boswil mit den Kontingenten aus dem nicht besetzten Teil der Freien Ämter. Wenige Tage zuvor waren in Bremgarten und Mellingen die Besatzungen der strategisch wichtigen Brücken über die Reuss verstärkt worden.

## Verlauf
Am Abend des 23. Januar trafen die Berner in Villmergen ein und bezogen das Nachtquartier. General Sigmund von Erlach und eine Anzahl höherer Offiziere blieben auf Schloss Lenzburg zurück, da sie vorerst nicht mit einem Angriff rechneten. Die Truppen wurden in den Häusern einquartiert und verbrachten die Nacht hauptsächlich mit dem Plündern des Dorfes, wobei sich auch Bewohner der reformierten Nachbardörfer unter die Plünderer mischten. Das Niederbrennen des Dorfes und insbesondere der Kirche konnten die anwesenden Offiziere jedoch verhindern, lediglich acht Gebäude gingen in Flammen auf.
Kurz vor Mittag des 24. Januar trafen die katholischen Truppen in Hilfikon ein und überwältigten die Berner Wache auf Schloss Hilfikon. Sie gingen in Angriffsformation über, wobei das Überqueren des Hinterbachs ihren Vorstoss etwas hemmte. Auf einer rund 350 Meter breiten Frontlinie eröffneten sie im engen Tal mit Geschützen das Feuer auf die Berner. Diese waren überrascht worden und mussten sich erst noch formieren. Eine Reserveeinheit der Berner, die rund 800 Meter entfernt bei der Kirchhöhe stationiert war, gelangte gar nie zum Einsatz und trat frühzeitig den Rückzug nach Lenzburg an. Nur wenige Berner Geschütze konnten in Stellung gebracht werden.
Die eigentliche Schlacht begann um 14 Uhr, wobei die Berner Musketiere ihre Stellungen zunächst halten konnten und den Katholiken erhebliche Verluste zufügten. Einzelne katholische Truppenteile begannen bereits zurückzuweichen, als Oberbefehlshaber Christoph Pfyffer einen Sturmangriff mit drei Flügeln befahl. Der linke Flügel wurde zwar aufgehalten und zurückgeworfen, die beiden anderen stiessen jedoch im hügeligen Gelände, wo die Berner Kavallerie wenig ausrichten konnte, erfolgreich vor. Um 16 Uhr brachen die Berner Linien vor allem aufgrund der mangelhaften Koordination zusammen. Ausserdem waren die überwiegend bäuerlichen Fusstruppen der Berner von Anfang an wenig motiviert gewesen, da das harte Vorgehen der Patrizier nach dem Bauernkrieg von 1653 sie von der Heerführung entfremdet hatte.

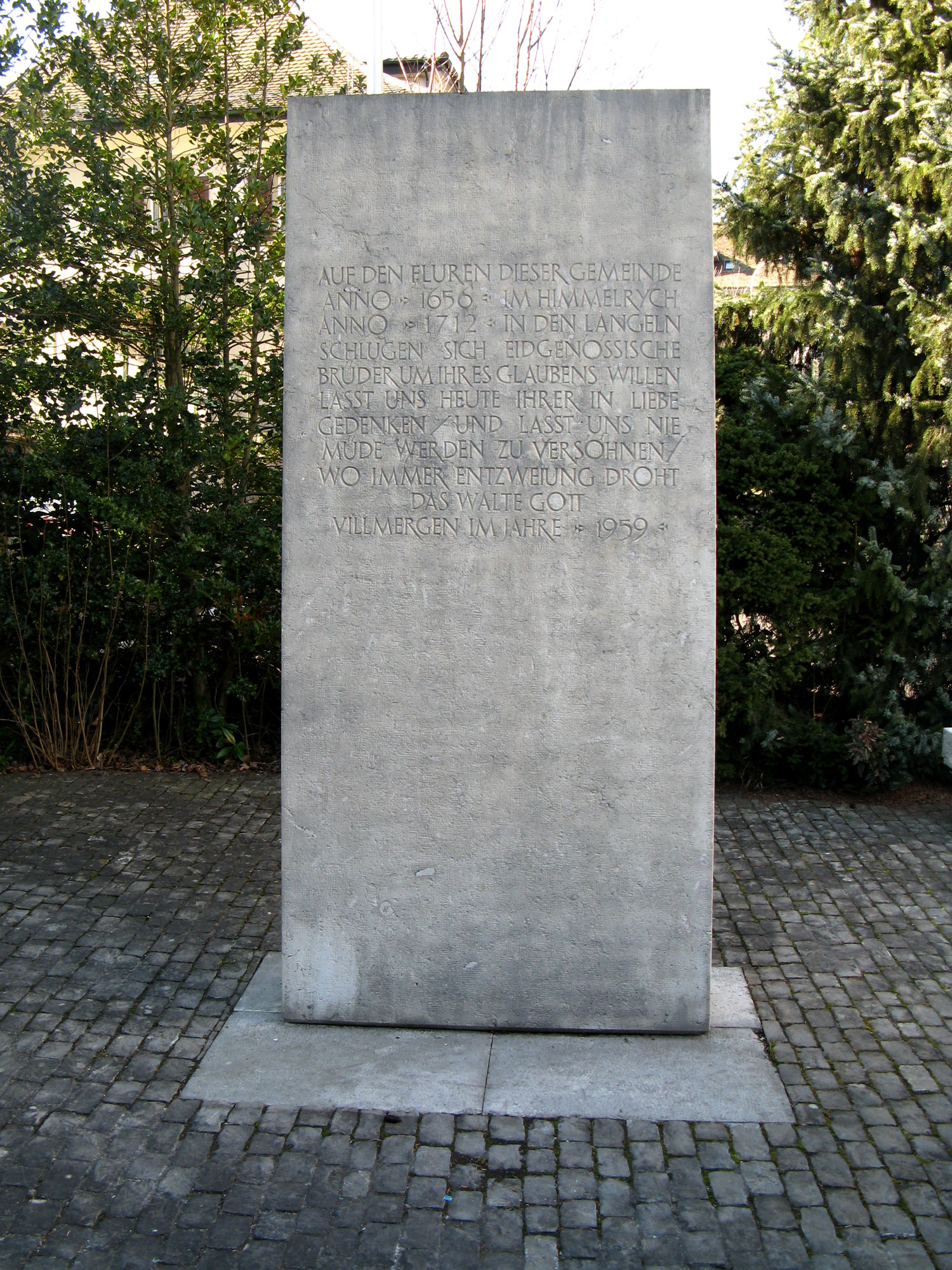
Schlachtdenkmal in Villmergen

Nach Einbruch der Dunkelheit waren die in den Häuserkampf verwickelten Berner gezwungen, sich durch das Dorf zurückzuziehen. General von Erlachs Regiment traf zu spät ein und wurde nördlich von Villmergen von den flüchtenden Soldaten mitgerissen. Die Katholiken gewannen die Schlacht trotz zahlenmässiger und waffentechnischer Unterlegenheit. Sie verfolgten die Berner bis nach Dintikon, plünderten das Dorf und brannten es anschliessend nieder. Daraufhin zogen sie geordnet nach Muri ab, in Villmergen blieb nur eine Wache der Freiämter zurück.

## Folgen
Nach der Schlacht von Villmergen kam es in der weiteren Umgebung zu vereinzelten Scharmützeln und Übergriffen auf die Bevölkerung. Letzte Kriegshandlung war am 3. Februar ein Sturmangriff der Zürcher auf Rapperswil, der jedoch scheiterte. Durch Vermittlung von Frankreich und Savoyen schlossen die Kriegsparteien am 7. März den Dritten Landfrieden. Dieser bestätigte im Wesentlichen die seit dem Zweiten Kappeler Landfrieden bestehenden Machtverhältnisse, also die politische Dominanz der katholischen Orte innerhalb der Eidgenossenschaft.